# Высшая лига КВН 1992
Сезон Высшей лиги КВН 1992 года — 6-й сезон с возрождения телевизионного КВН в 1986 году. В этом сезоне КВН, после распада СССР, превратился из «всесоюзного» в «международный».
Сезон 1992 года проходил по той же схеме, что и два предыдущих, но вместо восьми команд было решено пригласить в сезон двенадцать, из которых будут выявлены четыре полуфиналиста, а потом — два финалиста. Результаты первых игр оказались неожиданными — опытные команды проиграли новичкам, и в полуфинале оказались сразу три дебютанта Высшей лиги. Эти проигрыши получили название «синдром ДГУ», с тех пор так в КВНе называют случаи, когда опытная команда проигрывает новичку и выглядит при этом слабее, чем от неё ожидали (то есть, команда проигрывает ещё и сама себе).
В финал сезона прошли команды из Армении и Азербайджана, что создало очередную проблему, так как между этими странами шла война. Когда в АМиК узнали, что этой финальной игре некоторые хотели придать политический характер, было решено назвать чемпионами обе команды, и вместо обычной игры организовать концерт в честь чемпионов сезона 1992 года. Это был первый случай двойного чемпионства в Высшей лиге КВН после возрождения телепередачи. Также, это единственный сезон, в котором ни одна российская команда не дошла до полуфинала. Помимо армянской и азербайджанской команд, в полуфинале играли две команды, представляющие Украину, из Харькова и из Симферополя.
В этом сезоне члены жюри выставляли оценки командам совещанием, и не пользовались табличками.

## Состав
Список 12 команд сезона 1992 года:
1. ПГУ (Пермь)
2. Ворошиловские стрелки (Луганск)
3. Тамбовские волки (Тамбов)
4. СГУ (Симферополь)
5. ХАИ (Харьков)
6. Коммунарские парижане (Алчевск)
7. Парни из Баку (Баку)
8. ЛФЭИ (Санкт-Петербург) — второй сезон в Высшей лиге, вуз сменил название на СПбУЭиФ[5]
9. ЕрМИ (Ереван) — второй сезон в Высшей лиге
10. ТашПИ (Ташкент) — второй сезон в Высшей лиге, выступали также под названием «Женихи из Ташкента»
11. Эскадрон гусар (Львов) — второй сезон в Высшей лиге
12. ДГУ (Днепропетровск) — третий сезон в Высшей лиге

Чемпионами сезона стали команды КВН «Парни из Баку» и ЕрМИ.

## Игры

### Четвертьфиналы
Первый четвертьфинал
- Дата игры: весна
- Тема игры: Первое весеннее свидание
- Команды: ДГУ (Днепропетровск), СГУ (Симферополь), ПГУ (Пермь)
- Жюри: Александр Ширвиндт, Михаил Державин, Николай Ерёменко, Юлий Гусман, Галина Волчек, Леонид Ярмольник, Ярослав Голованов
- Конкурсы: Приветствие («Здрасьте!»), Разминка («Весенние приметы»), Литературный конкурс («Хроника несостоявшегося свидания»), Домашнее задание («Весна!»)

| Команда | Приветствие | Разминка | общий | Литературный | общий | ДЗ  | Итого |
| ------- | ----------- | -------- | ----- | ------------ | ----- | --- | ----- |
| ДГУ     | 3,9         | 5,5      | 9,4   | 3,6          | 13    | 7   | 20    |
| СГУ     | 4           | 6        | 10    | 4            | 14    | 6,5 | 20,5  |
| ПГУ     | 3,9         | 5        | 8,9   | 3            | 11,9  | 3   | 14,9  |

Результат игры:
1. СГУ
2. ДГУ
3. ПГУ

- Фавориты сезона, команда ДГУ, проиграли новичкам из Симферополя.
- Днепропетровцы на этой игре показали домашнее задание «Ненависть с первого взгляда»[6].
- За команду ПГУ играли Ямур Гильмутдинов, Александр Смирнов и Светлана Пермякова, которые спустя десять лет опять появились на сцене Высшей лиги КВН в составе команды «Парма».
- СГУ стали второй командой, после БСХИ в 1987 году, получившей 6 баллов за разминку.

Второй четвертьфинал
- Дата игры: 17 апреля
- Тема игры: Цирк
- Команды: Эскадрон гусар (Львов), Коммунарские парижане (Алчевск), Парни из Баку (Баку)
- Жюри: Ярослав Голованов, Анатолий Ромашин, Михаил Задорнов, Анатолий Лысенко, Юрий Радзиевский, Игорь Кио
- Конкурсы: Приветствие («Парад-алле»), Разминка («Детские вопросы — взрослые ответы»), Литературный конкурс («Инструкция для начинающих дрессировщиков»), Домашнее задание («Куда уехал цирк?»)

| Команда               | Приветствие | Разминка | общий | Литературный | общий | ДЗ  | Итого |
| --------------------- | ----------- | -------- | ----- | ------------ | ----- | --- | ----- |
| Эскадрон гусар        | 3,3         | 3,2      | 6,5   | 1            | 7,5   | 6,8 | 14,3  |
| Коммунарские парижане | 3,3         | 3,3      | 6,6   | 1,2          | 7,8   | 6,2 | 14    |
| Парни из Баку         | 4           | 2,7      | 6,7   | 1            | 7,7   | 6,7 | 14,4  |

Результат игры:
1. Парни из Баку
2. Эскадрон гусар
3. Коммунарские парижане

- Как и в первой игре, фавориты проиграли. Вице-чемпионы 1991 года, «Эскадрон гусар», не смогли пройти в полуфинал.
- Команды «Эскадрон гусар» и «Парни из Баку» получили за конкурс самую низкую оценку в истории Высшей лиги (не считая оценки за конкурс «Биатлон») — 1 (в полуимпровизационном литературном конкурсе). После этого случая было решено экспромты, кроме самых лучших, вырезать из эфира.

Третий четвертьфинал
- Дата игры: весна
- Тема игры: Анекдоты
- Команды: ХАИ (Харьков), Ворошиловские стрелки (Луганск), ЛФЭИ (Санкт-Петербург)
- Жюри: Анатолий Лысенко, Юлий Гусман, Наталья Фатеева, Карен Шахназаров, Урмас Отт, Виктор Мережко
- Конкурсы: Приветствие («Анекдот о самих себе»), Разминка («Анекдотическая ситуация»), Литературный конкурс («Собрались как-то…»), Домашнее задание («КПросто анекдот»)

| Команда               | Приветствие | Разминка | общий | Литературный | общий | ДЗ  | Итого |
| --------------------- | ----------- | -------- | ----- | ------------ | ----- | --- | ----- |
| ХАИ                   | 5           | 3,5      | 8,5   | 2,1          | 10,6  | 6,5 | 17,1  |
| Ворошиловские стрелки | 4,5         | 3,5      | 8     | 2            | 10    | 7   | 17    |
| ЛФЭИ                  | 4,8         | 3,3      | 8,1   | 2            | 10,1  | 6,4 | 16,5  |

Результат игры:
1. ХАИ
2. Ворошиловские стрелки
3. ЛФЭИ

- На этой игре опять проиграла более опытная команда, на этот раз — ЛФЭИ.
- Литературный конкурс было решено не показывать целиком. В эфир попало только выступление команды ХАИ.
- «Ворошиловские стрелки» получили от жюри максимальный балл за домашнее задание, сюжетом которого был бал у поручика Ржевского, на который собрались герои разных анекдотов.

Четвёртый четвертьфинал
- Дата игры: весна
- Тема игры: Олимпийские игры
- Команды: ЕрМИ (Ереван), Тамбовские волки (Тамбов), ТашПИ (Ташкент)
- Жюри: Анатолий Лысенко, Михаил Задорнов, Наталья Фатеева, Александр Панкратов-Чёрный, Леонид Ярмольник, Виктор Мережко
- Конкурсы: Приветствие («Допинг контроль»), Разминка («Преодоление препятствий»), Литературный конкурс («История одного рекорда»), Домашнее задание («Не боги горшки обжигают»)

| Команда          | Приветствие | Разминка | общий | Литературный | общий | ДЗ  | Итого |
| ---------------- | ----------- | -------- | ----- | ------------ | ----- | --- | ----- |
| ЕрМИ             | 4,8         | 5        | 9,8   | 4            | 13,8  | 7   | 20,8  |
| Тамбовские волки | 4,2         | 4        | 8,2   | 3            | 11,2  | 5   | 16,2  |
| ТашПИ            | 4,5         | 3,5      | 8     | 3,9          | 11,9  | 3,8 | 15,7  |

Результат игры:
1. ЕрМИ
2. Тамбовские волки
3. ТашПИ

- В отличие от предыдущих игр, на этой новичкам не удалось занять первое место, однако тамбовчане, хоть и проиграли ереванцам, всё-таки обошли ташкентцев — самую опытную команду этой игры.
- Литературный экспромт команды Тамбова было решено вырезать из эфира.
- На этой игре команда ЕрМИ показала первую пародию на жюри КВН (пародия на Мережко, Отта, Лысенко, Ярмольника и Голованова с отсылками на их речи в предыдущих играх).
- Игра была приурочена к Летней Олимпиаде 1992 года. Команда ЕрМИ показала домашнее задание про ресторан в Барселоне во время игр, и получила за него максимальный балл от жюри.

### Полуфиналы
Первый полуфинал
- Дата игры: осень
- Тема игры: Открытие Америки
- Команды: Парни из Баку (Баку), СГУ (Симферополь)
- Жюри: Владимир Панченко, Анатолий Лысенко, Андрей Дементьев, Питер Фишер, Александр Иванов, Леонид Ярмольник
- Конкурсы: Приветствие («Terra Incognita»), Разминка («А почему в Америке…»), Музыкальный конкурс («Голос Америки»), Литературный конкурс («Сценарий для звезды»), Капитанский конкурс («Речь кандидата на пост президента США»), Домашнее задание («Goodbye, America!»)

| Команда       | Приветствие | Разминка | общий | Муз.конкурс | общий | Литературный | общий | Капитанский | общий | ДЗ  | Итого |
| ------------- | ----------- | -------- | ----- | ----------- | ----- | ------------ | ----- | ----------- | ----- | --- | ----- |
| Парни из Баку | 4,7         | 4,3      | 9     | 4,9         | 13,9  | 3,8          | 17,7  | 3,5         | 21,2  | 7   | 28,2  |
| СГУ           | 4,2         | 5        | 9,2   | 4,9         | 14,1  | 3,5          | 17,6  | 3           | 20,6  | 6,2 | 26,8  |

Результат игры:
1. Парни из Баку
2. СГУ

- Игра была посвящена 500-летию открытия Америки Христофором Колумбом.
- Свой музыкальный конкурс симферопольцы посвятили снятию глушилок с радиостанции «Голос Америки».
- Для литературного конкурса командам нужно было написать сценарий для американской звезды, предложенной соперником. Симферопольцы выбрали для бакинцев Элизабет Тейлор, а бакинцы для симефропольцев — Кевина Костнера.
- Капитанский конкурс играли Евгений Томпаков (СГУ) и Анар Мамедханов («Парни из Баку»).
- «Парни из Баку» в рамках своего домашнего задания «Выпускной бал школы бизнеса» показали пародию на фильм «Здравствуйте, я ваша тётя!». На актёре команды Рауфе Аскерове, игравшем роль тёти, было платье, в котором снимался в фильме Александр Калягин[7].

Второй полуфинал
- Дата игры: осень
- Тема игры: Кунсткамера
- Команды: ЕрМИ (Ереван), ХАИ (Харьков)
- Жюри: Владимир Панченко, Анатолий Лысенко, Александр Иванов, Виктор Мережко, Леонид Ярмольник
- Конкурсы: Приветствие («Вход свободный»), Разминка («Новые экспонаты»), Музыкальный конкурс («Монстры рока XX века»), Капитанский конкурс («Чёрные ящики»), Домашнее задание («Слона-то я и не приметил!»)

| Команда | Приветствие | Разминка | общий | Муз.конкурс | общий | Капитанский | общий | ДЗ  | Итого |
| ------- | ----------- | -------- | ----- | ----------- | ----- | ----------- | ----- | --- | ----- |
| ЕрМИ    | 4,5         | 3        | 7,5   | 4,8         | 12,3  | 3,3         | 15,6  | 7   | 22,6  |
| ХАИ     | 4,8         | 3        | 7,8   | 5           | 12,8  | 3,1         | 15,9  | 6,5 | 22,4  |

Результат игры:
1. ЕрМИ
2. ХАИ

- Капитанский конкурс играли Рафаэл Менасбекян (ЕрМИ) и Андрей Чивурин (ХАИ).
- На этой игре команда ХАИ впервые вышла на сцену в белых пиджаках, ставших символом этой команды.
- Разминку этой игры вырезали из эфира.
- Декорации этой игры были составлены из элементов декораций предыдущих игр.

### Финал
Дата игры: 25 декабря
- Тема игры: Концерт в честь чемпионов сезона
- Команды: Парни из Баку (Баку), ЕрМИ (Ереван)
- Жюри: Андрей Дементьев, Юлий Гусман, Питер Фишер, Ярослав Голованов, Анатолий Лысенко, Александр Иванов, Леонид Ярмольник
- Конкурсы: Приветствие, Разминка

Решением клуба, команды «Парни из Баку» и ЕрМИ стали чемпионами Высшей лиги 1992 года без игры.
Их поздравить пришли команды:
1. НГУ
2. Эскадрон гусар (получили приз «За прекрасных дам!»)
3. ЛФЭИ (получили приз «За неожиданное попадание в финал!»)
4. ПГУ (получили приз «За самый массовый музыкальный конкурс в истории клуба!»)
5. ХАИ (получили приз «За принципиальность!»)
6. СГУ (получили приз «Самая ироничная команда сезона!»)
7. ДГУ (получили приз «За лучшее профессиональное мастерство!»)

- На этой игре прошла разминка с залом, на которой ДГУ произнесли шутку «— Какой русский не любит быстрой езды? — Тот, на котором ездят!»[8]
- ДГУ на этой игре показали номер «Песня о спонсорах»[9].
- После этого сезона «Парни из Баку» и ЕрМИ встретились только в финале «Турнира десяти» в 2000 году, в котором победу одержала команда из Баку[10][11].

## Члены жюри
В сезоне 1992 игры Высшей лиги КВН судили 21 человек.
6 игр
- Анатолий Лысенко

5 игр
- Леонид Ярмольник

3 игры
- Ярослав Голованов
- Юлий Гусман
- Александр Иванов
- Виктор Мережко

2 игры
- Андрей Дементьев
- Михаил Задорнов
- Владимир Панченко
- Наталья Фатеева
- Питер Фишер

1 игра
- Галина Волчек
- Михаил Державин
- Николай Ерёменко
- Игорь Кио
- Урмас Отт
- Александр Панкратов-Чёрный
- Юрий Радзиевский
- Анатолий Ромашин
- Карен Шахназаров
- Александр Ширвиндт

## Видео
- Первый четвертьфинал
- Второй четвертьфинал
- Третий четвертьфинал
- Четвёртый четвертьфинал
- Первый полуфинал Архивная копия от 26 января 2020 на Wayback Machine
- Второй полуфинал
- Финал